# 4 november
4 november är den 308:e dagen på året i den gregorianska kalendern (309:e under skottår). Det återstår 57 dagar av året.

## Återkommande bemärkelsedagar

### Helgdagar
- Nationella enighetsdagen i Ryssland.

## Namnsdagar

### I den svenska almanackan
- Nuvarande – Sverker
- Föregående i bokstavsordning
  - Amatius – Namnet fanns, till minne av en fransk biskop från 400-talet, på dagens datum före 1901 då det utgick.
  - Nora – Namnet infördes på dagens datum 1986, men flyttades 1993 till 17 maj och utgick 2001.
  - Nore – Namnet, som hade skapats av Esaias Tegnér 1818 som en personifikation av Norge, infördes, som en hedersbetygelse åt Norge (som Sverige då var i union med), på dagens datum 1901. När norrmännen 1905 sade upp unionen lät man namnet till året därpå utgå och ersättas av det mer svenskklingande Sverker. Det återinfördes på dagens datum 1986, men flyttades 1993 till den 17 maj och utgick 2001.
  - Otto – Namnet förekom tidvis på dagens datum, innan det 1772 flyttades till 9 april, där det har funnits sedan dess.
  - Sverker – Namnet infördes på dagens datum 1906, då det ersatte Nore, som man lät utgå eftersom norrmännen hade sagt upp svensk-norska unionen året innan. Det fanns där fram till 1993, då det flyttades till 2 januari, för att 2001 återföras till dagens datum.
  - Unn – Namnet infördes 1986 på 5 augusti, men flyttades 1993 till dagens datum och utgick 2001.
  - Uno – Namnet infördes 1986 på 25 maj, men flyttades 1993 till dagens datum och 2001 till 14 augusti.
- Föregående i kronologisk ordning
  - Före 1772 – Amatius och (tidvis) Otto
  - 1772–1900 – Amatius
  - 1901–1905 – Nore
  - 1906–1985 – Sverker
  - 1986–1992 – Sverker, Nore och Nora
  - 1993–2000 – Uno och Unn
  - Från 2001 – Sverker
- Källor
  - Brylla, Eva (red.). Namnlängdsboken. Gjøvik: Norstedts ordbok, 2000 ISBN 91-7227-204-X
  - af Klintberg, Bengt. Namnen i almanackan. Gjøvik: Norstedts ordbok, 2001 ISBN 91-7227-292-9

### Finlandssvenska almanackan
- Nuvarande från 2015[1] – Cassandra
- I föregående revideringar[a][2]
  - 1929–1949 – Herta
  - 1950–1988 – Ragni, Ragna
  - 1989–2014 – Carina

## Händelser
- 1429 – Jeanne d'Arc befriar området Saint-Pierre-le-Moûtier under inbördeskriget mellan armagnakerna och burgunderna.
- 1501 – Katarina av Aragonien träffar för första gången sin blivande make Arthur, äldre bror till Henrik VIII.
- 1576 – Under det nederländska frihetskriget erövrar Spanien Antwerpen. Efter tre dagar är staden nästan helt förstörd.
- 1677 – Den blivande Maria II av England gifter sig med prinsen av Oranien.
- 1737 – Teatro di San Carlo, Europas och världens äldsta aktiva operahus, invigs i Neapel.
- 1780 – Túpac Amaru II inleder sitt organiserade uppror mot det spanska styret i Vicekungadömet Peru.
- 1783 – Wolfgang Amadeus Mozarts Symfoni nr 36 framförs första gången i Linz.
- 1791 – Den av indianer bestående västra konfederationen vinner en stor seger över USA i det nordvästra indiankriget.
- 1847 – Sir James Young Simpson, en skotsk läkare, upptäcker kloroformets bedövande egenskaper.
- 1918 – Första världskriget: vapenstilleståndet mellan Italien and Österrike-Ungern i Villa Giusti, nära Padua, träder i kraft.
- 1921
  - Efter ett upplopp i München byter nazisternas avdelning Saalschutz Abteilung namn till Sturmabteilung.
  - Japans premiärminister Hara Takashi mördas i Tokyo.
- 1922 – Den brittiske egyptologen Howard Carter upptäcker ingången till farao Tutankhamons grav i Konungarnas dal i Egypten. Den 26 november kommer man in i gravanläggningen, och först den 16 februari 1923 kan Carter träda in i den innersta gravkammaren och öppna Tutankhamuns sarkofag.
- 1950 – Europakonventionen undertecknas i Rom av medlemsstaterna i Europarådet.
- 1952 – En jordbävning med en styrka av 8,25 på Richterskalan registreras på Kamtjatka.
- 1956 – Sovjetiska trupper invaderar Ungern för att stoppa Ungernrevolten som startade den 23 oktober. Tusentals ungrare dödas och ännu fler skadas. Nära en kvarts miljon människor flyr från landet.
- 1957 – De första trafikvakter, 40 kvinnor (så kallade lapplisor), börjar tjänstgöra i Sverige på Stockholms gator. Beslut taget 17 juni.
- 1979 – I efterdyningarna av den islamiska revolutionen i Iran tidigare samma år, ockuperar en grupp revolutionsgardister USA:s ambassad i Teheran och tar ambassadpersonalen som gisslan (gisslan släpps slutligen den 20 januari 1981).
- 1980 – Ronald Reagan vinner presidentvalet i USA över den sittande presidenten Jimmy Carter.
- 1989 – Den första godkända massdemonstrationen i Östtysklands historia som inte arrangerades av statens myndigheter äger rum på Alexanderplatz.[3]
- 1995 – Israels premiärminister Yitzhak Rabin mördas av en judisk extremist, och ersätts av Benjamin Netanyahu.[4]
- 2008 – Barack Obama blir den första afro-amerikanen att bli vald till president i USA.

## Födda
- 1575 – Guido Reni, italiensk målare.
- 1650 – Vilhelm III, kung av England, Skottland och Irland 1689–1702, samregent med Maria II 1689–1694, och prinsgemål av dessa länder 1689–1694 (gift med Maria II).
- 1699 – Jakob Albrekt von Lantingshausen, svensk krigare av baltisk börd, överståthållare.
- 1732 – Thomas Johnson, amerikansk jurist och politiker, guvernör i Maryland 1777–1779.
- 1740 – Augustus Montague Toplady, brittisk präst och psalmförfattare.
- 1798 – Bonaventura Carles Aribau, nykatalansk skald.
- 1801 – Ambrose H. Sevier, amerikansk demokratisk politiker, senator (Arkansas) 1836–1848.
- 1804 – Peder Balke, norsk landskapsmålare.
- 1806 – Hans Jörgen Kristian Aall, dansk amtman.
- 1810 – Lucius Robinson, amerikansk demokratisk politiker.
- 1812 – Richard M. Bishop, amerikansk demokratisk politiker, guvernör i Ohio 1878–1880.
- 1839 – Thomas M. Patterson, irländsk-amerikansk politiker, senator (Colorado) 1901–1907.
- 1842 – Petter Arborelius, svensk genre- och landskapsmålare, professor vid Konstakademien 1902–1909.
- 1845 – Thomas Barlow, brittisk läkare.
- 1869
  - Fritz Schumacher, tysk arkitekt och stadsplanerare.
  - Karl Seitz, österrikisk politiker, förbundspresident 1918-1920.
- 1883 – Otto Malmberg, svensk skådespelare.
- 1887 – Signe Wirff, svensk skådespelare.
- 1891 – Gábor Vajna, ungersk politiker.
- 1901 – Adriano Olivetti, italiensk ingenjör, skrivmaskinstillverkare.
- 1902 – Sten Hedlund, svensk skådespelare och sångare.
- 1908 – Józef Rotblat, polsk-brittisk fysiker, mottagare av Nobels fredspris 1995.
- 1913
  - Jerry Högstedt, svensk kompositör och kapellmästare.
  - Gig Young, amerikansk skådespelare.
- 1914 – Martin Balsam, amerikansk skådespelare.
- 1918
  - Art Carney, amerikansk skådespelare.
  - Cameron Mitchell, amerikansk skådespelare.
- 1919 – Joel Broyhill, amerikansk republikansk politiker, kongressledamot 1953–1974.
- 1925 – Kjerstin Dellert, svensk operasångare, chef för Ulriksdals slottsteater.
- 1930 – Arjun Singh, indisk politiker, minister för personalutveckling 2004–2009.
- 1931 – Bernard Law, amerikansk kardinal.
- 1932 – Thomas Klestil, österrikisk politiker, förbundspresident 1992-2004.
- 1933 – Charles K. Kao, kinesisk-brittisk-amerikansk ingenjör, mottagare av Nobelpriset i fysik 2009.
- 1936 – Didier Ratsiraka, president av Madagaskar 1975–1993 och 1997–2002.
- 1947 – John Yarmuth, amerikansk demokratisk politiker och publicist.
- 1950 – Ingela Sahlin, svensk skådespelare.
- 1951 – Traian Băsescu, rumänsk politiker, transportminister 1991–1992 och 1996–2000.
- 1953 – Carlos Gutierrez, kubansk-amerikansk politiker och affärsman.
- 1955
  - Matti Vanhanen, finländsk centerpartistisk politiker, statsminister 2003–2010.
  - David Julius, amerikansk fysiolog, mottagare av Nobelpriset i fysiologi eller medicin 2021.
- 1956
  - Jordan Rudess, amerikansk musiker, har spelat i Dream Theater och Liquid Tension Experiment.
  - James Honeyman-Scott, brittisk musiker.
- 1961 – Ralph Macchio, amerikansk skådespelare.
- 1966 – Petra Verkaik, amerikansk utvikningsbrud.
- 1969 – Sean Combs, även känd som Puff Daddy och P. Diddy, amerikansk rappare, producent och skivbolagsdirektör.
- 1970 – Malena Ernman, svensk operasångare (mezzosopran).
- 1972 – Luís Figo, portugisisk fotbollsspelare.
- 1975 – Cedric Bixler-Zavala, amerikansk musiker.
- 1980 – Johan Andersson, svensk innebandyspelare.
- 1982 – Henrik JP Åkesson, svensk regissör.
- 1985 – Marcell Jansen, tysk fotbollsspelare.

## Avlidna
- 1837 – Jean-Louis Alibert, fransk läkare.
- 1847 – Felix Mendelssohn-Bartholdy, tysk tonsättare, pianist och dirigent.
- 1856 – Paul Delaroche, fransk konstnär.
- 1902 – Hale Johnson, amerikansk advokat och politiker.
- 1914 – John Kean, amerikansk republikansk politiker, senator (New Jersey) 1899–1911.
- 1917 – William L. Terry, amerikansk demokratisk politiker.
- 1921 – Oscar Montelius, arkeolog, riksantikvarie, ledamot av Svenska Akademien.
- 1924 – Gabriel Fauré, fransk tonsättare, pianist och organist.
- 1950 – Theodor Duesterberg, tysk politiker.
- 1954 – Stig Dagerman, svensk författare, (självmord).
- 1955 – Cy Young, amerikansk basebollspelare.
- 1956 – Art Tatum, amerikansk jazzpianist.
- 1957 – Shoghi Effendi, Bahá'í-trons ledare (beskyddare) 1921–1957.
- 1969 – Carlos Marighella, brasiliansk revolutionär och marxistisk teoretiker.
- 1976 – Dean Dixon, 61, amerikansk dirigent, bl.a. chefsdirigent för Göteborgs Symfoniker.
- 1982 – Dominique Dunne, amerikansk skådespelare.
- 1983 – Gardar Sahlberg, svensk litteraturforskare, manusförfattare, sångtextförfattare och kortfilmsregissör.
- 1984 – Bibi Lindström, svensk filmarkitekt, scenograf, regissör och manusförfattare.
- 1988 – Takeo Miki, japansk politiker, premiärminister 1974–1976.
- 1994
  - Sam Francis, amerikansk konstnär.
  - Evert Lundquist, svensk målare och grafiker.
- 1995
  - Yitzhak Rabin, israelisk militär och politiker (mördad). Mottagare av Nobels fredspris 1994.
  - Paul Eddington, brittisk skådespelare.
  - Gilles Deleuze, fransk filosof.
- 2001 – Ola Billgren, svensk konstnär.
- 2008
  - Chertek Antjimaa-Toka, 96, tuvinsk politiker och president, världens första kvinnliga demokratiskt valda delstatschef.
  - Lennart Bergelin, 83, tennisspelare och tränare, mottagare av Svenska Dagbladets guldmedalj 1950.
  - Michael Crichton, 66, amerikansk thriller- och science fiction-författare.
- 2009 – Hubertus Brandenburg, 85, biskop för Stockholms katolska stift.
- 2011
  - Alfonso Cano (Guillermo León Sáenz), 63, colombiansk gerillaledare för FARC-EP.
  - Norman F. Ramsey, 96, amerikansk fysiker, mottagare av Nobelpriset i fysik 1989.
  - Andy Rooney, 92, amerikansk journalist, medverkade i tv-programmet 60 Minutes 1978–2011.
- 2014 – Kristine Bernadotte, 82, norskfödd svensk prinsessa och medlem av kungliga familjen, änka efter prins Carl.
- 2015 – René Girard, 91, fransk-amerikansk historiker och literarvetare.